# Kevlar
Kevlar er et mærkevare ejet af DuPont og bruges om et materiale lavet af syntetiske fibre af poly-paraphenylen terephthalamid, som er konstrueret af para-aramid-fibre. Kevlar blev opfundet af den polsk-amerikanske kemiker Stephanie Kwolek i 1965. Hun var en del af en forskningsgruppe i den amerikanske virksomhed DuPont og det blev kommercielt tilgængeligt i 1971.
Kevlar er 5 gange stærkere end stål med samme masse men er også fleksibelt og komfortabelt.
Kevlar bliver ofte brugt til skudsikre veste, hjelme, samt isolering af pansrede eller skudsikre køretøjer.